# Maniowa Przehyba
Maniowa Przehyba (słow. Maňová priehyba, ok. 870 m) – znajdująca się na Słowacji szeroka i płaska przełęcz będąca zakończeniem zachodniego grzbietu Osobitej. Grzbiet ten poprzez Okolik i Kocie Skały opada do Maniowej Przehyby, którą uważa się za zachodnią granicę Tatr w tym miejscu. Grzbiet nie kończy się jednak tutaj, lecz w postaci niskiego i w dużym stopniu bezleśnego wału Między Bory ciągnie się jeszcze w północno-zachodnim kierunku poprzez Stáry háj do wzgórza Hotar nad Habówką. Ta druga część grzbietu (po zachodniej stronie Maniowej Przehyby należy już do Rowu Podtatrzańskiego (a dokładniej jego części zwanej Rowem Zuberskim).
Południowo-zachodnie stoki Maniowej Przehyby opadają do blisko położonej Polany Brestowej w Dolinie Zuberskiej, stoki północno-wschodnie do Doliny Błotnej. Nazwa przełęczy pochodzi od opadających do Doliny Błotnej zboczy Maniówka (Maňová)  i Zamaňová. Rejon przełęczy jest zalesiony.

## Szlaki turystyczne
zielony: Orawice – Dolina Mihulcza – przełęcz Borek – Dolina Błotna (rozdroże Zamaňová) – Maniowa Przehyba – Polana Brestowa. Czas przejścia Zamaňová – Maniowa Przehyba – Polana Brestowa: 45 min, ↓ 30 min.
  żółty: Dolina Błotna  (rozdroże Pod lazmi) – Polana Brestowa. 1.10 h, ↓ 1 h